# Revenue Retrievin': Night Shift
Revenue Retrievin': Night Shift è il dodicesimo album del rapper statunitense E-40. Pubblicato il 30 marzo del 2010, l'album è distribuito dalla EMI e prodotto sotto l'etichetta Heavy On The Grind Entertainment. Partecipano, tra gli altri, Too Short e Snoop Dogg. L'album è pubblicato nello stesso giorno assieme a Revenue Retrievin': Day Shift.
Apprezzato dalla critica, l'album entra nella Billboard 200 e nelle classifiche degli album rap e R&B/Hip-Hop, raggiungendo anche il quinto posto tra gli album indipendenti.
Al 3 maggio 2010, l'album ha venduto 26 000 copie.
| Recensione | Giudizio |
| ---------- | -------- |
| AllMusic   | [ 1 ]    |
| DJBooth    | [ 4 ]    |
| HipHopDX   | [ 5 ]    |
| XXL        | [ 6 ]    |
| RapReviews | 7.5/10   |

## Tracce
1. Over the Stove – 4:30 (musica: Rick Rock)
2. Nice Guys – 3:55 (musica: Rick Rock)
3. Can't Stop the Boss (featuring Snoop Dogg, Too Short & Jazze Pha) – 3:14 (musica: Jazze Pha)
4. Show Me What You Workin' Wit' (featuring Too Short) – 4:06 (musica: Droop-E)
5. How I'm Feeling Right Now – 3:52 (musica: Droop-E)
6. Knock 'Em Down Music (featuring Ya Boy, Turf Talk & Cousin Fik) – 4:34 (musica: D-Animals)
7. Stilettos & Jeans (featuring Bobby V) – 3:56 (musica: Hallway Productionz)
8. He's a Gangsta (featuring Messy Marv, The Jacka of Mob Figaz & Kaveo) – 4:17 (musica: Droop-E)
9. Spend the Night (featuring Laroo, The DB'z, Droop-E & B-Slimm) – 3:52 (musica: Droop-E)
10. Wet (featuring Ya Boy & Cousin Fik) – 3:24 (musica: JHawk)
11. Trained to Go (featuring Laroo, The DB'z & Mac Shawn 100) – 3:37 (musica: Tha Bizness)
12. More Bass, More Treble (featuring Cousin Fik & Turf Talk) – 3:42 (musica: Young L)
13. Ahhhh Shit! – 3:32 (musica: Droop-E)
14. Turn Up the Music – 3:27 (musica: Rick Rock)
15. Power Up (featuring Keak da Sneak & San Quinn) – 4:45 (musica: Droop-E)
16. Prepared – 4:10 (musica: Rick Rock)
17. Attention (featuring Dru Down, Suga Free & Stompdown) – 4:43 (musica: Droop-E)
18. The Server – 3:10 (musica: Rick Rock)
19. Let Go & Let God (featuring Lenny Williams) – 4:57 (musica: Droop-E)

Durata totale: 75:43
Tracce bonus su iTunes
1. Streets Keep Callin' Me (featuring Krizz Kaliko & B-Slimm) – 3:35 (musica: Droop-E)
2. Move Mean (featuring J-Diggs & Big Rich) – 3:19 (musica: Droop-E)

Durata totale: 6:54

## Classifiche settimanali
| Classifica (2010)         | Posizione massima |
| ------------------------- | ----------------- |
| Stati Uniti               | 49                |
| US Independent Albums     | 5                 |
| US Top R&B/Hip-Hop Albums | 17                |
| US Top Rap Albums         | 6                 |